# Oroszló
Oroszló is een plaats (község) en gemeente in het Hongaarse comitaat Baranya. Oroszló telt 324 inwoners (2001).